# Gotlands södra domsaga
Gotlands södra domsaga var en domsaga i Gotlands län.

## Administrativ historik
Domsagan bildades 1681 och omfattade Gotlands södra härad.
Domsagan uppgick 1 januari 1943 (enligt beslut den 5 juni 1942) i Gotlands domsaga.
Domsagan lydde under Svea hovrätt.
Domsagan bestod av ett tingslag: Gotlands södra tingslag.

## Häradshövdingar
| Ämbetstid | Namn                               | Levnadstid |
| --------- | ---------------------------------- | ---------- |
| 1681–1689 | Jakob Chronander                   |            |
| 1689–1692 | Daniel Lindelius                   |            |
| 1692–1694 | Jakob Chronander (ånyo)            |            |
| 1694–1709 | Johan Huus                         |            |
| 1709–1718 | Åke Soop                           |            |
| 1718–1737 | Olof Brodén                        |            |
| 1737–1758 | Johan Laurin                       |            |
| 1759–1761 | Erik Brandberg                     |            |
| 1761–1762 | Magnus Johan Lundh                 |            |
| 1762–1763 | Axel Alexander Lagerhjelm          | 1737–1795  |
| 1763–1778 | Erik Gustaf Laurin                 |            |
| 1778–1781 | Johan Brygger                      |            |
| 1781–1795 | Lars Fredrik Lind                  | 1750–1805  |
| 1795–1801 | Bartold Runeberg                   |            |
| 1802–1828 | Carl Gustaf Reinhold von Hauswolff | 1767–1828  |
| 1829      | Bengt Wolter Hessle                | 1796–1881  |
| 1829–1833 | Samuel von Stahl                   | 1775–1833  |
| 1833–1875 | Carl Reinhold Kökeritz             | 1797–1874  |
| 1875–1884 | Pontus Lagerberg                   | 1830–1898  |
| 1884–1895 | Per Adolf Carl Bernhard Lindroth   | 1843–1896  |
| 1896–1913 | Theodor af Ekenstam                | 1858–1929  |
| 1913–1920 | Carl Wilhelm af Ekenstam           | 1870–1920  |
| 1920–1942 | Hugo Krok                          | 1874–1953  |